# Alipin
En las Filipinas prehispánicas los alipin constituían la clase más baja de la sociedad. Sus traducciones más frecuentes son sirviente y esclavo.
Aunque los alipin efectivamente eran servicientes, los historiadores han advertido de las diferencias con el concepto europeo de esclavo, observables a la luz de los textos españoles del siglo XVII.
Los alipin se dividían a su vez en dos subclases:
- Alipin namamahay (Sirviente en su casa), quienes poseían vivienda propia, generalmente situada dentro de la propiedad de las personas a quienes servían.
- Alipin sagigilid (Sirviente en las esquinas [de la casa del maestro]), que no tenían casa y cuya existencia dependía por entero de las gracias obtenidas de las personas a quienes servían.